# Philonicus flebeius
Philonicus flebeius är en tvåvingeart som först beskrevs av Osten Sacken 1887.  Philonicus flebeius ingår i släktet Philonicus och familjen rovflugor. Inga underarter finns listade i Catalogue of Life.